# Musica dal profondo
Musica dal profondo (The Devil's Hands Are Idle Playthings) è il diciottesimo e ultimo episodio della quarta stagione della serie animata Futurama. La trasmissione originale è avvenuta il 10 agosto 2003 sull'emittente Fox, mentre quella italiana è avvenuta il 29 giugno 2004 su Italia 1. Il codice di produzione è 4ACV18.

## Trama
Bender scopre che Fry sta provando ad imparare l'olofono, una sorta di flauto che quando viene suonato oltre al suono proietta delle immagini, per provare a conquistare Leela dato il suo debole per i bravi musicisti. Fry chiede a Bender di accompagnarlo al saggio della sua classe di olofono, dove però la sua esibizione fallisce disastrosamente a causa delle sue scarse capacità, che egli attribuisce alle sue mani incapaci di seguire il suo pensiero musicale. Fry viene fischiato dal pubblico e la sua insegnante lo espelle dalla classe. Per aiutarlo Bender gli propone di stipulare un patto con il Robodiavolo per ottenere delle ottime abilità musicali, e quindi i due scendono al roboinferno per incontrarlo. Fry espone la sua richiesta e Robodiavolo accetta di aiutarlo sostituendo le sue goffe mani con un paio di mani robotiche, senza chiedere nulla in cambio. Fry firma il contratto e per scegliere da quale robot prendere le mani da donargli, il Robodiavolo gira un'enorme ruota con scritti i nomi di tutti i robot dell'universo, ma sorprendentemente il nome sorteggiato è proprio il suo, e quindi a malincuore Robodiavolo è costretto a scambiare le sue mani con quelle di Fry.
Tornato in superficie Fry acquisisce immediatamente una grande agilità manuale, ma Robodiavolo non essendo soddisfatto delle mani ricevute gli chiede più volte di restituirgli quelle robotiche, tuttavia Fry lui rifiuta in virtù dell'accordo che era stato sottoscritto. Con le sue nuove capacità, Fry diventa un famoso suonatore di olofono, tiene dei concerti e incide dei dischi. Sull'onda del successo ottenuto, il robot edonista commissiona a Fry la composizione di un'opera. Dopo una iniziale riluttanza, Fry accetta a condizione di poter parlare di Leela nella sua composizione. Ricevuta l'approvazione si mette subito al lavoro, ma impedisce a Leela di ascoltarlo finché l'opera non sarà completata e verrà rappresentata. Intanto Robodiavolo sta ancora tentando di sbarazzarsi delle mani di Fry, quindi si rivolge a Bender per offrirgli qualcosa in cambio delle sue. Bender desidera qualcosa che gli permetta di essere più fastidioso ed irritante, ma rifiuta di cedere le sue mani dando perciò in cambio il suo fondoschiena. Robodiavolo gli installa quindi un corno d'aria al posto del naso. Desideroso di provare il suo nuovo accessorio Bender lo rivolge contro Leela allo scopo di infastidirla, ma il grande frastuono finisce per renderla sorda. Leela è disperata di non poter sentire l'opera di Fry la cui rappresentazione è prevista il giorno dopo, ma decide di nascondergli la sua sordità perché teme che Fry avrebbe rinunciato allo spettacolo se lo avesse saputo.
La sera successiva tutta la Planet Express si reca al teatro dell'opera per assistere alla prima dell'opera di Fry intitolata Leela: Orfana delle stelle. Leela assiste alla prima parte dello spettacolo, che racconta la sua vita e riscuote grande successo, senza sentire alcunché. Nell'intervallo Robodiavolo le offre di restituirle l'udito in cambio della sua mano sinistra. Leela cede e firma il contratto, quindi Robodiavolo le installa le orecchie robotiche di Calculon e Leela ritorna a sentire. Mentre lei gli porge la sua mano per cederla, Robodiavolo dice a Leela che completeranno lo scambio a tempo debito dato che lo spettacolo sta per riprendere. Proprio mentre l'opera racconta del patto stipulato da Fry, Robodiavolo irrompe sulla scena e chiede nuovamente a Fry la restituzione delle sue mani. L'opera diventa reale: al suo ennesimo rifiuto, Robodiavolo mostra il contratto con cui ha gabbato Leela. Infatti, firmando frettolosamente il documento, Leela non si era resa conto che accettando di cedere la sua mano, si era in realtà concessa in sposa a Robodiavolo, che accetterà di rescindere l'accordo solo in cambio delle sue mani possedute da Fry. Egli non ha scelta, e per non destinare Leela al confinamento nel roboinferno, restituisce le mani a Robodiavolo, che abbandona la scena, e riottiene le sue. Il pubblico chiede di riprendere lo spettacolo, ma senza le mani robotiche, Fry perde le sue abilità e il risultato è disastroso. Fry viene fischiato e gli spettatori abbandonano la sala. L'unica a rimanere è Leela, che chiede a Fry di farle sentire "come finisce". Fry riprende l'olofono e riesce a suonare una semplice melodia che proietta due loro figure abbozzate che si baciano e che si allontanano mano nella mano.

## Produzione
All'epoca della realizzazione dell'episodio la serie non era stata rinnovata dalla Fox per una successiva stagione e il suo futuro era pertanto incerto. Per questo motivo i produttori e gli sceneggiatori intesero questo episodio come un possibile finale di Futurama nel caso in cui la serie si fosse definitivamente interrotta, inserendo nell'episodio tutti i personaggi della serie e alludendo ad un possibile epilogo della relazione tra Fry e Leela. Dopo che la Fox decise di interrompere la produzione, i diritti della serie vennero acquistati da Cartoon Network che quell'autunno iniziò a ritrasmettere le puntate fino alla fine del 2007. Anche la didascalia iniziale dell'episodio, "Ci vediamo su qualche altro canale", alludeva a questo destino. I diritti vennero successivamente acquistati da Comedy Central che fece realizzare quattro nuovi lungometraggi di Futurama che vennero rilasciati come DVD nel 2008 e andarono poi a formare la quinta stagione della serie TV, dando inizio alla prosecuzione della serie continuata poi fino al 2013.

## Riferimenti
Il tema dell'episodio, incentrato sul mondo musicale dell'opera, e la stipula del patto col diavolo rimandano al mito di Faust.
L'olofono è ispirato da uno strumento musicale presente in Fondazione e Impero di Isaac Asimov.
Il brano suonato nel roboinferno da Robodiavolo è una versione di The Devil Went Down to Georgia di Charlie Daniels.

## Riconoscimenti
Lo sceneggiatore Ken Keeler ricevette nel 2004 la nomination agli Emmy Awards nella categoria "migliore musica e testo" per il brano "Rivoglio le mie mani" e agli Annie Awards nella categoria "musica in una produzione televisiva animata". L'episodio è stato classificato sedicesimo nella lista dei migliori 25 episodi della serie stilata da IGN nel 2006. A seguito della realizzazione delle nuove stagioni l'episodio è stato classificato al ventiduesimo posto nella lista aggiornata. Nel 2013 è stato il secondo episodio più votato nel corso della maratona della serie trasmessa da Comedy Central.